# Adoptivkaiser
Das Adoptivkaisertum umfasst eine Periode der Römischen Kaiserzeit, in der die Nachfolge in der Herrschaft regelmäßig durch Adoption bestimmt wurde (98 bis 180 n. Chr.). Nach der damals offiziell verbreiteten Lesart ging es hierbei um die Auswahl des jeweils geeignetsten Kandidaten als Nachfolger. Die moderne Forschung hat diese idealisierende Sichtweise mittlerweile aber stark relativiert.
Adoptivkaiser im Sinne des gängigen historischen Begriffs waren Nerva, der allerdings nicht adoptiert, sondern vom Senat gewählt wurde, Trajan, Hadrian, Antoninus Pius, Mark Aurel und Lucius Verus, die sämtlich nicht als leibliche Söhne ihrer Vorgänger zur Herrschaft gelangten. In anderen Sprachen wird diese kaiserzeitliche Ära – unter Bezug auf Antoninus Pius als Namensgeber – mitunter als Antoninische Dynastie bezeichnet, dann auch mit Einbeziehung von Mark Aurels Sohn Commodus. Der Begriff Adoptivkaiser ist außerhalb der deutschsprachigen Forschung ungebräuchlich.
Der Prinzipat der Kaiser von Nerva bis Mark Aurel gilt auch heute noch oft als Glanzzeit des Römischen Reiches und als Sinnbild für gute monarchische Herrschaft, weshalb diese Kaiser (unter Auslassung des Mitkaisers Verus) besonders im englischsprachigen Raum auch als „die fünf guten Kaiser“ bezeichnet werden. In ihren Herrschaftszeitraum fällt mit Trajan zunächst die Phase der größten Ausdehnung des Römischen Reiches sowie in der Folge eine militärisch vergleichsweise entspannte Epoche äußerer und innerer Konsolidierung, infrastrukturellen Ausbaus und wirtschaftlicher Prosperität. Das Ende dieser von Autoren wie Cassius Dio und Herodian rückblickend als „goldenes Zeitalter“ verklärten Ära scheint auf in den Selbstbetrachtungen des „Philosophenkaisers“ Mark Aurel aus dessen letzten Regierungsjahren.

## Hintergrund: Adoptionsrecht im Zeitalter der Römischen Republik
Die Adoption war seit republikanischer Zeit ein verbreitetes Mittel unter Mitgliedern der Nobilität, bei fehlenden leiblichen Erben den Fortbestand des eigenen Geschlechts zu sichern. Der an Sohnes statt Adoptierte übernahm den Namen, das Vermögen und die Klientel des Adoptivvaters und wurde rechtlich genau wie ein leiblicher Sohn behandelt. Eine solche privatrechtliche Adoption fand ursprünglich als adrogatio vor den comitia curiata (Kuriatsversammlung) unter Aufsicht des wichtigsten Priesterkollegiums statt, der Pontifices. Zur Adrogation, bei der beide Adoptionspartner nach ihrem Einverständnis öffentlich gefragt (rogiert) wurden, kam später die Annahme an Kindesstatt (adoptio) hinzu, die den Adoptierten der Hausgewalt (patria potestas) des Adoptivvaters unterstellte und aus den rechtlichen Bindungen an die Ursprungsfamilie löste.
Zu den bekanntesten Adoptionsbeispielen aus republikanischer Zeit gehört das des jüngeren Scipio, von Hause aus zweiter Sohn des Lucius Aemilius Paullus Macedonicus, des Siegers im Dritten Makedonisch-Römischen Krieg. Nach der Adoption durch Publius Cornelius Scipio hängte er den in ein weiteres Cognomen umgewandelten Gentilnamen seines Vaters (Aemilius) dem übernommenen Gentilnamen sowie Cognomen an und nannte sich nun Publius Cornelius Scipio Aemilianus. Zur Grundlage des Übergangs von der Republik zum Prinzipat wurde späterhin Caesars testamentarische Adoption des Gaius Octavius, des nachmaligen Augustus.

## Adoption zwecks Nachfolgeregelung im Prinzipat
Ohne eigene leibliche Söhne galt es auch bereits für Augustus als ersten römischen Kaiser, die eigene Nachfolge im Wege der Adoption zu regeln. Der Prinzipat war zwar formal ohnehin zu keinem Zeitpunkt erblich, denn die Herrschergewalt wurde der gesetzlichen Form nach durch Volk und Senat an den jeweiligen Prinzeps verliehen. In der Praxis war aber gegen das Bestreben von amtierenden Kaisern, eigene Söhne zu Nachfolgern zu machen, kaum anzukommen. Da der Sohn oder Adoptivsohn eines Kaisers formalrechtlich nur dessen Privaterbe war, gehörte es zu einer geregelten Nachfolge, den nächsten Prinzeps bereits zu Lebzeiten des Vorgängers vom Senat mit den entsprechenden Vollmachten (tribunicia potestas und imperium proconsulare) sowie Würden wie dem Namenszusatz Caesar, der zuerst vererbt bzw. durch Adoption übertragen und 69 erstmals verliehen wurde, oder princeps iuventutis auszustatten.
Nachdem alle in Frage kommenden Blutsverwandten verstorben waren, adoptierte Augustus schließlich seinen Stiefsohn Tiberius und ließ ihm die entsprechenden Befugnisse übertragen. Auch Claudius adoptierte seinen Stiefsohn Nero und tat dies, obwohl er mit Britannicus einen (allerdings jüngeren) leiblichen Sohn hatte. Neros kinderloser Nachfolger Galba versuchte im Vierkaiserjahr 69 vergeblich, seine Position durch die Adoption eines jüngeren Senators (Lucius Calpurnius Piso Frugi Licinianus) zu sichern.

### Eine Chance zur Auswahl des Besten?

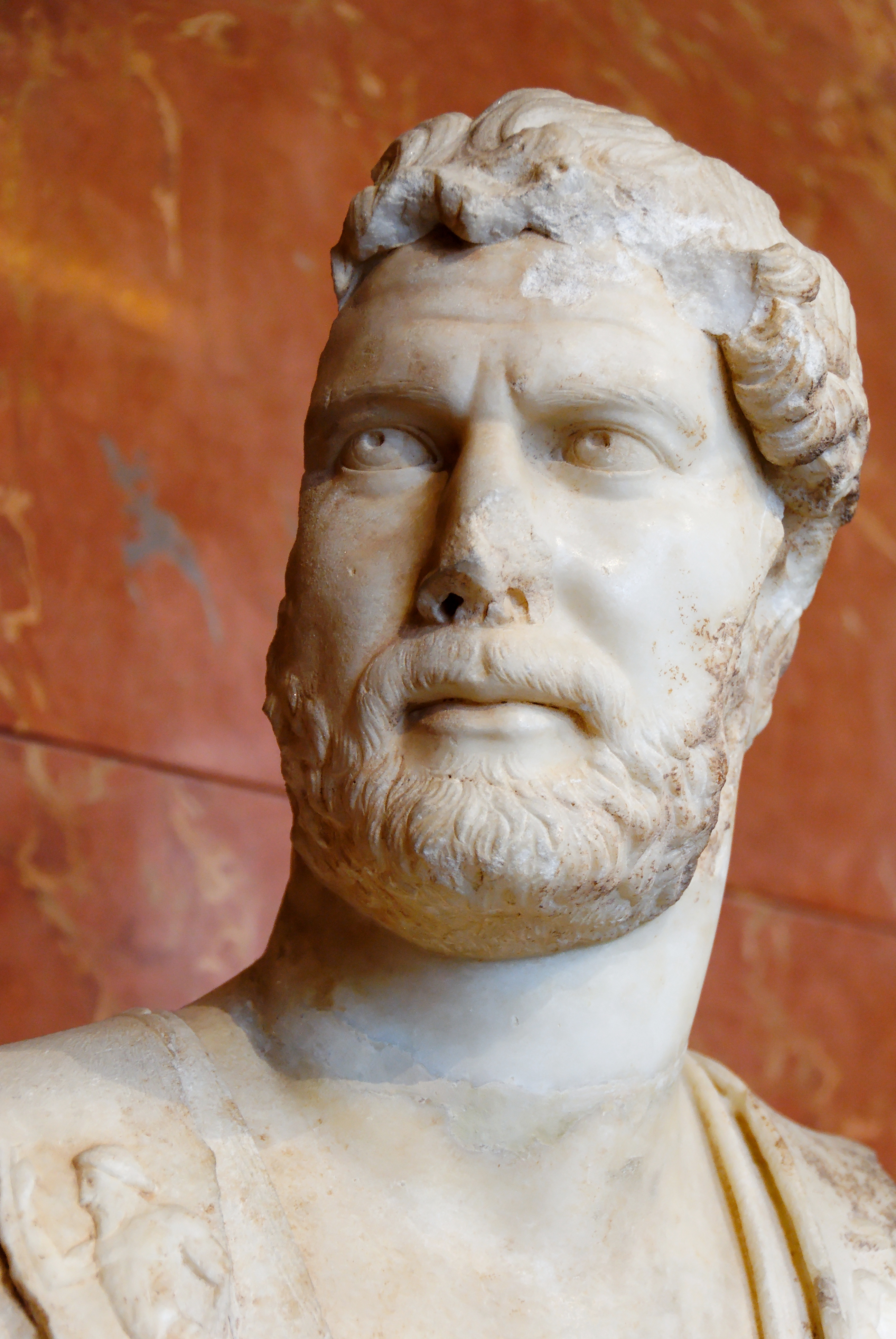
Hadrian traf eine zwei Generationen umfassende Nachfolgeregelung durch Adoptionen

Als mit Domitians gewaltsamer Beseitigung die Dynastie der Flavier geendet und der Senat über den zuletzt bei vielen verhassten Kaiser die abolitio nominis verhängt hatte, gab es auf Senatsseite ein neu belebtes Mitwirkungsinteresse an der Einsetzung eines geeigneten Prinzeps. Nerva wurde vielleicht bewusst als Übergangskandidat gekürt. Seine Adoption Trajans, der wichtigen Senatoren als künftiger Herrscher nicht ungelegen kam, schuf eine Situation, in der Trajan und der Senat sich in dem Interesse trafen, Nervas Adoptionsentscheidung, der in Wahrheit ein erbitterter Machtkampf voranging, als Auswahl des im Sinne des römischen Gemeinwesens Bestgeeigneten zu propagieren. Trajan konnte dies als Legitimation seiner Herrschaft dienen; dem Senat wiederum war es unter diesen Umständen scheinbar möglich, die eigenen Vorstellungen bezüglich der Auswahl und Eigenschaften eines idealen Prinzeps einzubringen.
Zu den Senatoren, die demonstrativ ein stark gemeinwohlbezogenes, senatsfreundliches Herrscherbild vertraten, gehörten der Historiker Tacitus und Plinius der Jüngere. Als letztgenannter für das ihm durch Trajan ermöglichte Suffektkonsulat im Jahre 100 eine Dankesrede auf den Kaiser zu halten hatte, brachte er darin das Wunschprinzip der Bestenauswahl zum Ausdruck:

„Wer über alle herrschen soll, muss aus allen erwählt werden. Du willst ja nicht etwa deinen Sklaven einen neuen Herrn vorsetzen, so dass du auch mit einem Erben nach gesetzlicher Regelung zufrieden sein könntest, sondern du willst den Bürgern Roms einen neuen Princeps und Kaiser geben. Darum würdest du anmaßend und despotisch handeln, wenn du nicht denjenigen adoptiertest, der nach einhelliger Auffassung auch dann zur Herrschaft gekommen wäre, wenn du ihn nicht adoptiert hättest. […] Es hat der beste Princeps [Nerva] dir bei der Adoption seinen eigenen Namen verliehen, und der Senat den des Optimus. […] Mit welch inniger Freude, göttlicher Nerva, kannst du nun erleben, dass der Mann, den du als den Besten ausgesucht hast, wirklich der Beste ist und so auch heißt.“

Auch Tacitus formulierte in seinen wenige Jahre später entstandenen Historien die Ideologie des Adoptivkaisertums, wobei er diese Gedanken bereits Galba in den Mund legte: 

„Könnte der gewaltige Körper des Imperiums ohne einen Lenker bestehen und im Gleichgewicht gehalten werden, so würde ich es wohl verdienen, dass mit mir erneut die Republik begänne. […] Unter Tiberius, Gaius und Claudius waren wir sozusagen das Erbgut einer einzigen Familie. Ersatz für die Freiheit soll es fortan sein, dass wir Kaiser erwählt zu werden beginnen; und da das Haus der Julier und Claudier nun erloschen ist, wird die Adoption stets den Besten auswählen. Denn von principes gezeugt zu werden ist ein Zufall, und es wird dann nicht weiter nach dem Wert gefragt; bei der Adoption aber ist das Urteil frei, und wenn man jemanden erwählen will, gibt einem die allgemeine Stimmung schon einen Fingerzeig. […] Bei uns gibt es nicht, wie bei den von Königen beherrschten Völkern, ein bestimmtes Herrscherhaus und sonst nur Sklaven.“

Diese von den Quellen vermittelte Vorstellung, dass damit wirklich ein wegweisendes, neues Programm der Kaiserfindung im Römischen Reich geboren wurde, das für die nachfolgenden Adoptivkaiser maßgeblich oder gar verbindlich geworden sei, wurde lange Zeit recht unkritisch übernommen. Sie wird aber in der neueren Forschung sehr stark relativiert. Wohl mag eine stoisch orientierte Opposition unter den Senatoren bereits zur Zeit Neros und der Flavier die Wahl des Besten unter Wegfall des dynastischen Prinzips favorisiert haben; doch besagt der gegenwärtige Forschungskonsens, so Jörg Fündling, dass ein „stoisches Wahlkaisertum“ in der politischen Wirklichkeit der Kaiserzeit niemals bestanden hat. Schon der Umstand, dass die Kaiser ihre designierten Nachfolger zunächst privatrechtlich adoptierten, ein Akt, der von entscheidender Bedeutung war, an dem der Senat aber nicht beteiligt war, lässt darauf schließen, dass man in Wahrheit nicht vom dynastischen Denken abgewichen war und dies schon allein aus praktischen Gründen wohl auch gar nicht konnte. Hinzu kommt, dass die von den Kaisern ausgewählten, vorgeblich idealen Kandidaten oft zugleich auch ihre nächsten männlichen Verwandten waren – Hadrian war Trajans Großneffe, Marcus Aurelius der angeheiratete Neffe des Antoninus Pius. Neu war daher lediglich, dass die Kaiser ab Trajan das durchaus nicht innovative Verfahren, durch Adoption einen Nachfolger zu bestimmen, nun mit Hilfe des Senats ideologisch zur „Auswahl des Besten“ überhöhten. An den Machtverhältnissen änderte dies nichts. Gelegentlich wurde durch die Aufschrift OPTIMO PRINCIPI auf Münzen noch nachträglich der Hinweis gegeben, dass der Beste ausgewählt worden sei.

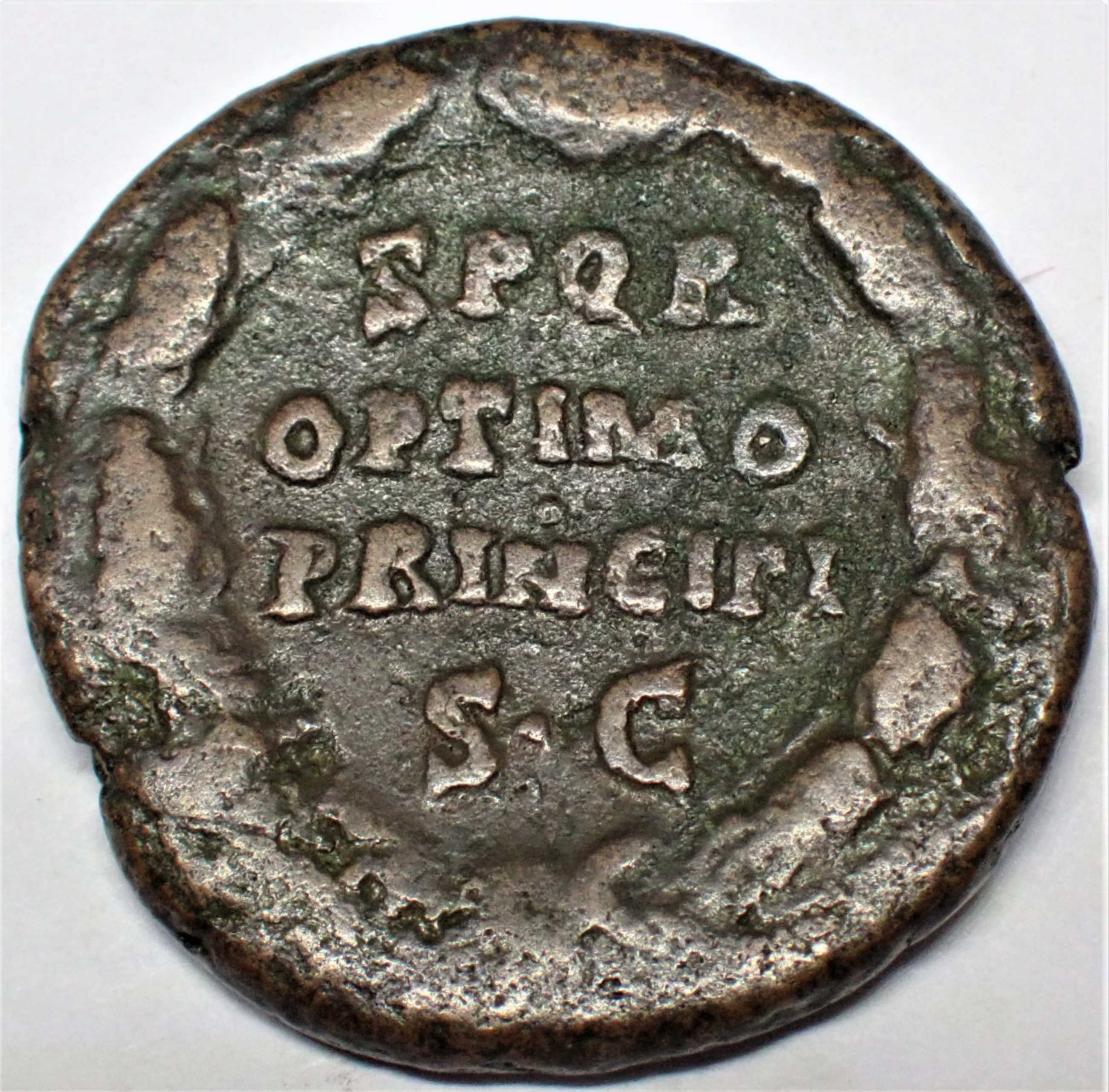
As für Antoninus Pius mit Aufschrift OPTIMO PRINCIPI

Karl Strobel, der die Dankesrede des Plinius darauf prüft, ob sie als Fürstenspiegel zur Beeinflussung Trajans angelegt war oder ob sie im Kern lediglich das enthielt, was der Kaiser von Plinius zu hören wünschte, gelangt zu dem Ergebnis: „Plinius breitet vor uns im Rahmen der Gattungsregeln das aus, von dem er erwarten konnte, dass man es so oder ähnlich hören wollte und dass es bei Traian und den maßgebenden Männern seiner Umgebung Gefallen finden würde. […] In der Ausbreitung der ganzen Legitimationsstrategie Traians für seine Herrschaft wird Plinius zum Propagandisten des Kaisers.“ Eine einheitliche Ideologie des Senats, als deren Exponent Plinius gelten könnte, habe es ohnehin nicht gegeben. Der Senatorenstand habe aus unterschiedlichen Gruppierungen mit je eigenen Interessen und mit unterschiedlichen politisch-pragmatischen Schwerpunktsetzungen bestanden, die sich aber, wollten sie nicht in Ungnade fallen, den Vorgaben der zur unmittelbaren Umgebung des Kaisers zählenden Senatoren unterzuordnen hatten. „Mit ganz wenigen Ausnahmen einzelner Personen waren die Mitglieder des Senats in der Geschichte dieses Gremiums Opportunisten und um ihr Wohl besorgte Mitläufer“, so Strobel.

### Frauen als Bindemittel dynastischer Machtpolitik

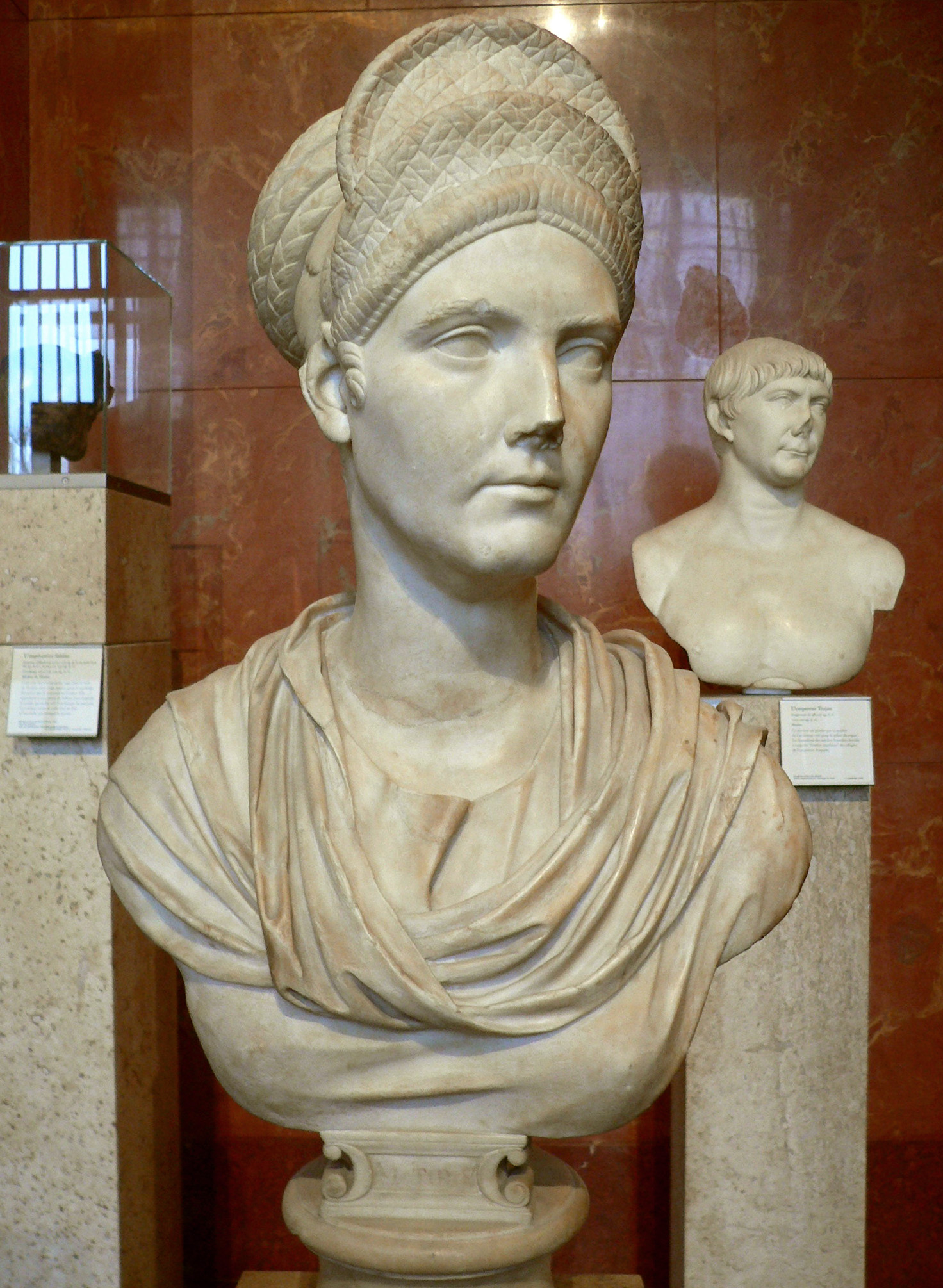
Büste der Salonina Matidia, um 112

Aus der Perspektive der herrschenden Adoptivkaiser stellte sich beim Fehlen eines leiblichen Erben für die Nachfolgeregelung nicht zuletzt das Problem einer hinreichend deutlichen Legitimation der vorgesehenen Erben. Neben der Adoption wurde dafür auch auf die weibliche Verwandtschaft zwecks zielgerichteter Verehelichung zurückgegriffen. So konnte schon die Verlobung einer jungen Verwandten als Signal verstanden werden, das den Nachfolger in spe anzeigte, ohne dass dieser durch Adoption und Einsetzung als Caesar bereits offiziell als künftiger Kaiser nominiert war. Letzteres wurde gern möglichst lange hinausgezögert, damit nicht der kommende Mann dem amtierenden Kaiser bereits das Augenmerk der Öffentlichkeit teilweise entzog und diesen dadurch womöglich in seiner Machtausübung schwächte. Diese Konstellation lässt sich etwa beim Übergang der Kaiserwürde von Trajan auf Hadrian zugrunde legen, die nicht den Eindruck eines tadellosen, „sauberen“ Machtantritts hinterließ, weil Trajan den geeigneten Zeitpunkt für die Adoption Hadrians in einem hinreichend offiziellen Rahmen zu lange aufschob.
Die Rolle der Frauen des Kaiserhauses als zentrales Element dynastischer Konstruktion wird neuerdings speziell von Karl Strobel betont. Hadrian setzte in dieser Hinsicht besondere Akzente, indem er seine Schwiegermutter Matidia, die Nichte Trajans, nicht nur divinisierte, sondern für sie auf dem Marsfeld zusätzlich einen monumentalen Tempel mit 17 Meter hoher Säulenfront errichtete.

„An den prachtvollen Tempel, dessen Gestalt nur durch die Münzbilder überliefert ist, schlossen sich Ädikulen, mit Säulen und Giebeln umrahmte Nischen, an. Der Bau und sein Vorplatz waren von zweigeschossigen Basiliken flankiert, von denen eine der Diva Marciana, der Mutter der Matidia, die andere der Verstorbenen selbst gewidmet war.“

Dieses war der erste überhaupt für eine Frau in Rom errichtete Tempel. Nur für die Gattin des Antoninus Pius, Faustina die Ältere, wurde nach ihrem Tod 141 mit einem Tempel auf dem Forum Romanum noch einmal eine solche Ausnahme gemacht. Als Mutter von Faustina der Jüngeren, die Antoninus Pius aus der Verlobung mit Lucius Verus gelöst und Mark Aurel verlobt hatte – die Hochzeit fand 145 statt –, eignete sie sich als Urenkelin Trajans und Enkelin der Matidia dazu, die geblütsmäßige Legitimierung auch des letzten in der Reihe der Adoptivkaiser sicherzustellen.

### Bleibender Vorrang des leiblichen Erben
Dass die vermeintliche Bestenauswahl durch Adoption nicht zur neuen, verbindlichen Richtschnur im römischen Kaisertum geworden war, zeigte sich, als Mark Aurel mit Commodus erstmals seit den Zeiten der flavischen Kaiser wieder einen leiblichen Sohn zum Nachfolger machen konnte und dies trotz dessen sich als problematisch abzeichnender Wesensart auch tat: Bereits im Alter von knapp fünf Jahren wurde Commodus von seinem Vater zum Caesar erhoben. Strobel resümiert daher: „Durch die Adoption wurde kein neuer Typ Kaisertum geschaffen, sondern nur auf der Ebene monarchischer Herrschaft jene Lösung praktiziert, die im römischen Denken und in der römischen Familienstruktur ganz selbstverständlich war, wenn kein leiblicher Sohn für die Erbfolge zu Verfügung stand.“
Nach der Ermordung des Commodus nahm Septimius Severus 193 für seine Person eine (fiktive) Adoption durch Mark Aurel in Anspruch. Diese blieb jedoch ohne Nachfolge, da Severus zwei leibliche Söhne hatte, weshalb hier nicht mehr von Adoptivkaisern zu sprechen ist. Gleichwohl knüpften die Severer in der Namensführung an die Antoninen an; so trugen die Kaiser Caracalla und Elagabal die offiziellen Namen Marcus Aurelius Severus Antoninus bzw. Marcus Aurelius Antoninus. Der ausgesprochen schlechte Ruf dieser beiden Herrscher diskreditierte jedoch den Namen Antoninus derart, dass Elagabals Nachfolger Severus Alexander sich zwar noch Marcus Aurelius, nicht aber Antoninus nannte.
Auch die den Adoptivkaisern nachfolgenden Herrscher strebten also, wenn sie nicht selbst schon in einer dynastischen Reihe standen, jeweils an, eine eigene Dynastie zu gründen. Doch noch in der Spätantike (4.–6. Jahrhundert) spielte bei kinderlosen Kaisern die Adoption als Zeichen der Designation des präsumtiven Nachfolgers eine wichtige Rolle. Die Vorgänge um die Kaisererhebung Konstantins I. im Jahr 306 machten dabei deutlich, dass das dynastische Prinzip – wiewohl staatsrechtlich nach wie vor eigentlich irrelevant – im Zweifelsfall fast immer eine entscheidende Rolle spielte: Seit Nero wurde niemals ein Kaisersohn auf unblutige Weise von der Nachfolge ausgeschlossen, dies war nur durch Gewalt möglich.

## Historische Einordnung des Adoptivkaisertums
Die Ära des Adoptivkaisertums, in der wissenschaftlichen Literatur unter Berücksichtigung weiterer Merkmale manchmal auch als humanitäres Kaisertum bezeichnet, gründet einerseits in der Tatsache, dass von Nerva bis Antoninus Pius keiner der Herrscher einen leiblichen Sohn hatte, beruht hinsichtlich der vor allem im Panegyricus Plinius’ des Jüngeren zum Ausdruck kommenden programmatischen Verallgemeinerung und ideologischen Überhöhung aber laut Karl Christ auch auf dem historischen Begleitumstand, „dass eine schwere politische Krise eine neue Stilisierung des Principats erzwang.“ Angesichts der verbitterten Abrechnung vieler Senatoren mit dem Prinzipat Domitians sei die Distanzierung von diesem Vorgänger für Nerva und Trajan fundamental gewesen. Das Ideologem der Adoption des Besten habe folglich der eigenen Machtsicherung gedient: „Mag die Funktion der Principatsideologie gerade in den Anfängen jedes neuen Principats stets besonders wichtig gewesen sein, so gewinnt sie hier doch eine Bedeutung, welche an jene der Ideologeme des Jahres 27 v. Chr. heranreicht.“ Der autoritären Arroganz eines Domitian wurden Leitbegriffe einer vor allem auf das Gemeinwohl zielenden civilitas entgegengesetzt, wie zum Beispiel modestia (Mäßigung), moderatio (Besonnenheit), mansuetudo (Sanftmut) und humanitas (Menschlichkeit).
Die Zeit der Adoptivkaiser war auch eine Blütezeit der zuerst von Flavius Philostratos so bezeichneten zweiten Sophistik, deren Vertreter in den kulturellen Metropolen der Osthälfte des Römischen Reiches, insbesondere in Athen, Ephesos, Pergamon und Smyrna, eine Rückbesinnung auf die griechische Kultur der klassischen Zeit betrieben. Dieser geistigen Strömung gegenüber zeigten sich die Adoptivkaiser aufgeschlossen, insbesondere mit dem Herrschaftsantritt des Philhellenen Hadrian, der an den kulturellen, religiösen und philosophischen Traditionen der Griechen regen Anteil nahm. Die Resonanz war wechselseitig, wie Alfred Heuß mit Bezug auf die Adoptivkaiser zu zeigen suchte: „Das geistige Griechenland hat ihnen aus dem Mund der führenden Köpfe seine Zustimmung erteilt und sich zum Wortführer der Öffentlichkeit des Reiches und damit der römischen Senatskreise gemacht. Dieses Kaisertum verdient den Namen einer ‚aufgeklärten‘ und ‚humanen‘ Monarchie, den man ihm in der modernen Forschung gegeben hat.“
Zu den bekannten Vertretern der zweiten Sophistik, die mit Adoptivkaisern in Kontakt standen, gehören vor allem Dion von Prusa und Aelius Aristides. Die vom Letzteren vor Antoninus Pius gehaltene Lobrede auf das zeitgenössische Römische Reich, dessen Freizügigkeit, innere Sicherheit, verkehrliche Infrastruktur und zivilisierte Einheit er unter anderem pries, hat seine moderne Entsprechung im Urteil Edward Gibbons: „Wenn jemand aufgefordert werden sollte, die Periode der Weltgeschichte anzugeben, während welcher die Lage des Menschengeschlechts die beste und glücklichste war, so würde er ohne Zögern diejenige nennen, welche zwischen dem Tode des Domitian und der Thronbesteigung des Commodus verfloss.“
Besonders die Regierung des Antoninus Pius war aus der Sicht der Zeitgenossen und der antiken Nachwelt durch äußere Stabilität und innere Ruhe gekennzeichnet (so Aelius Aristides in seiner Rede auf Rom) und galt als glanzvolle Epoche des Friedens und Wohlergehens. Zwar sei aus Sicht der neueren Forschung manche positive Überzeichnung des humanitären Adoptivkaisertums zurückzunehmen, so Oliver Schipp, und auf den römischen Pragmatismus und Utilitarismus zurückzuführen; doch lasse sich unter dem Vorbehalt mancher Kritikpunkte und Probleme zuletzt doch von einem goldenen Zeitalter sprechen. Andere Forscher bestreiten dies hingegen und betonen die strukturelle Instabilität der kaiserlichen Herrschaft, die lediglich ideologisch verhüllt worden sei.
In der Spätphase des Adoptivkaisertums warf die so genannte Reichskrise des 3. Jahrhunderts bereits ihre Schatten voraus. Schon Mark Aurels Herrschaft war durch heraufziehende äußere und innere Probleme geprägt, wie zum Beispiel die wachsende Bedrohung der nordöstlichen Grenzen durch germanische Krieger und eine mit Münzverschlechterung einhergehende Inflation. Der Herrschaftsantritt von Mark Aurels Sohn Commodus beendete die Reihe der Adoptionen mangels leiblicher Söhne und wurde vom Zeitgenossen Cassius Dio (Römische Geschichte 72,36,4) in der Rückbetrachtung als Übergang von einem „Goldenen Zeitalter“ in eines aus „Rost und Eisen“ beschrieben. Auf die Ermordung des Commodus Ende 192 folgten die blutigen Machtkämpfe des zweiten Vierkaiserjahrs, in dem sich schließlich Septimius Severus durchsetzte. Unter den Severern wuchs die Bedeutung des militärischen Elements bei der Herrschererhebung, das für die Soldatenkaiser während der Reichskrise des 3. Jahrhunderts noch bedeutsamer werden sollte, während der Senat weiter an Bedeutung für die Begründung der kaiserlichen Stellung verlor.

## Herrschergalerie

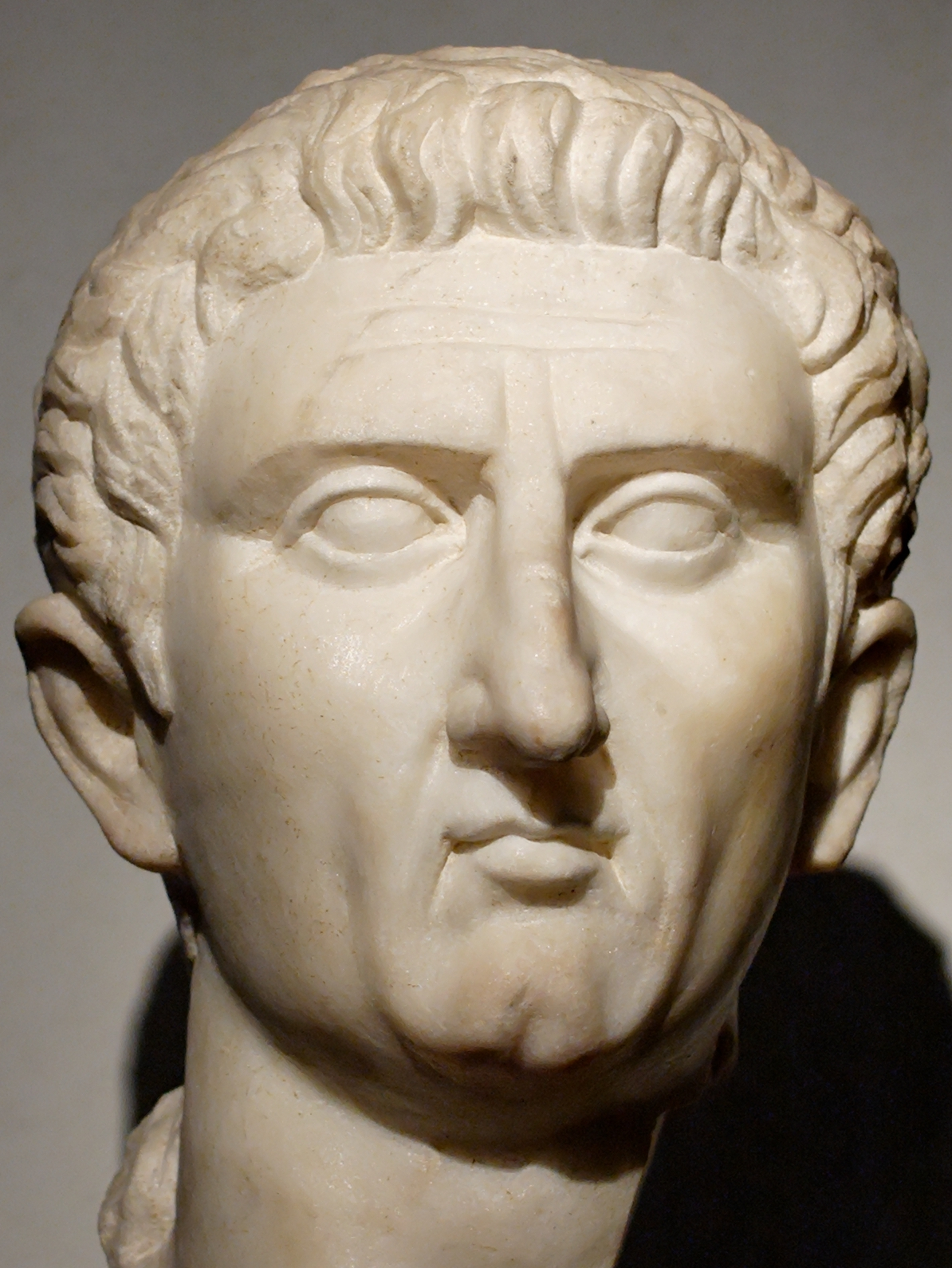
Nerva
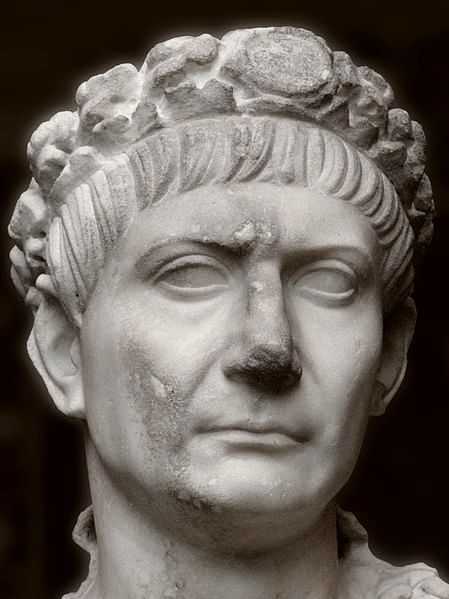
Trajan
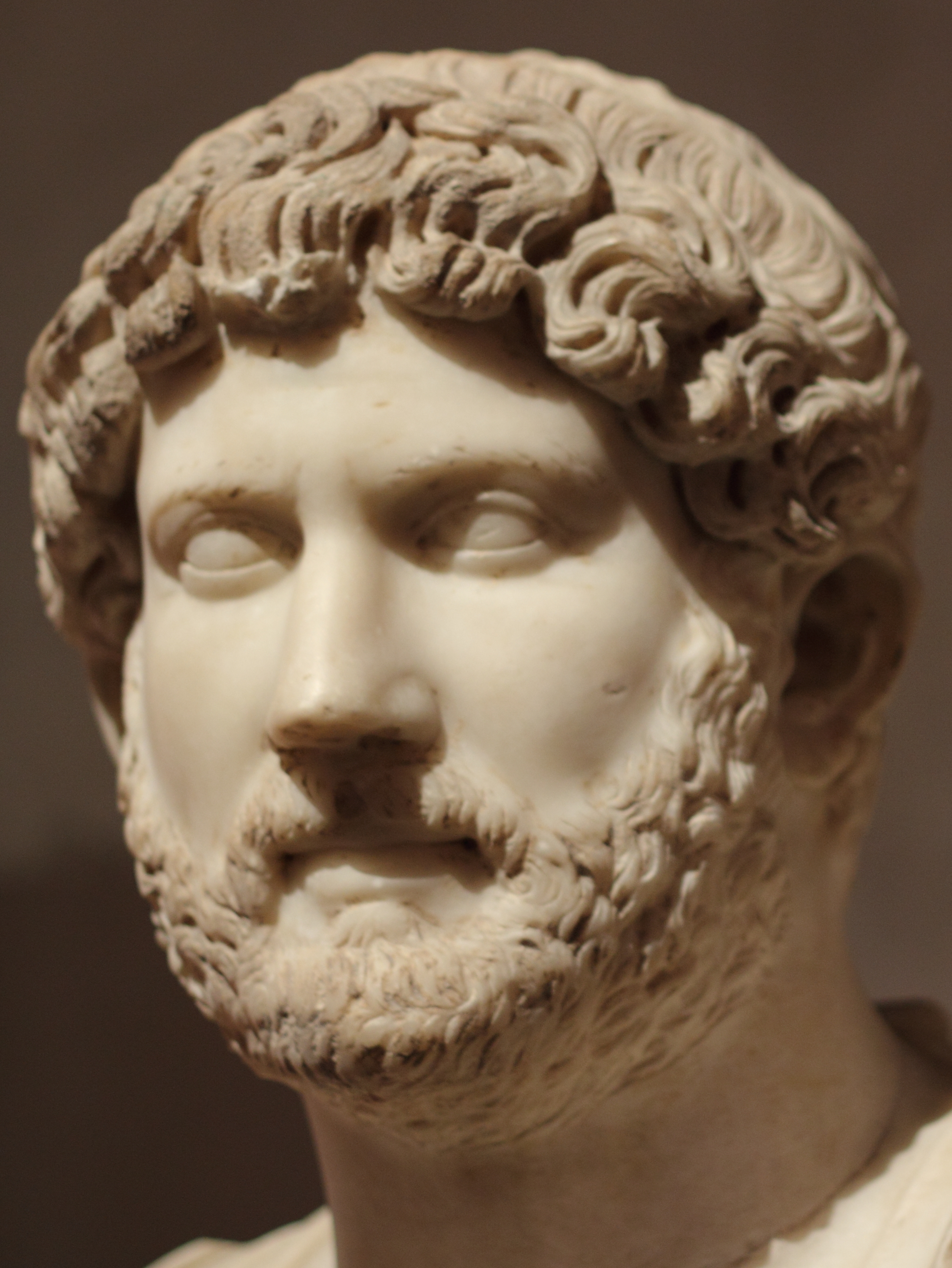
Hadrian
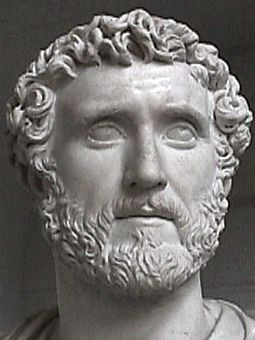
Antoninus Pius
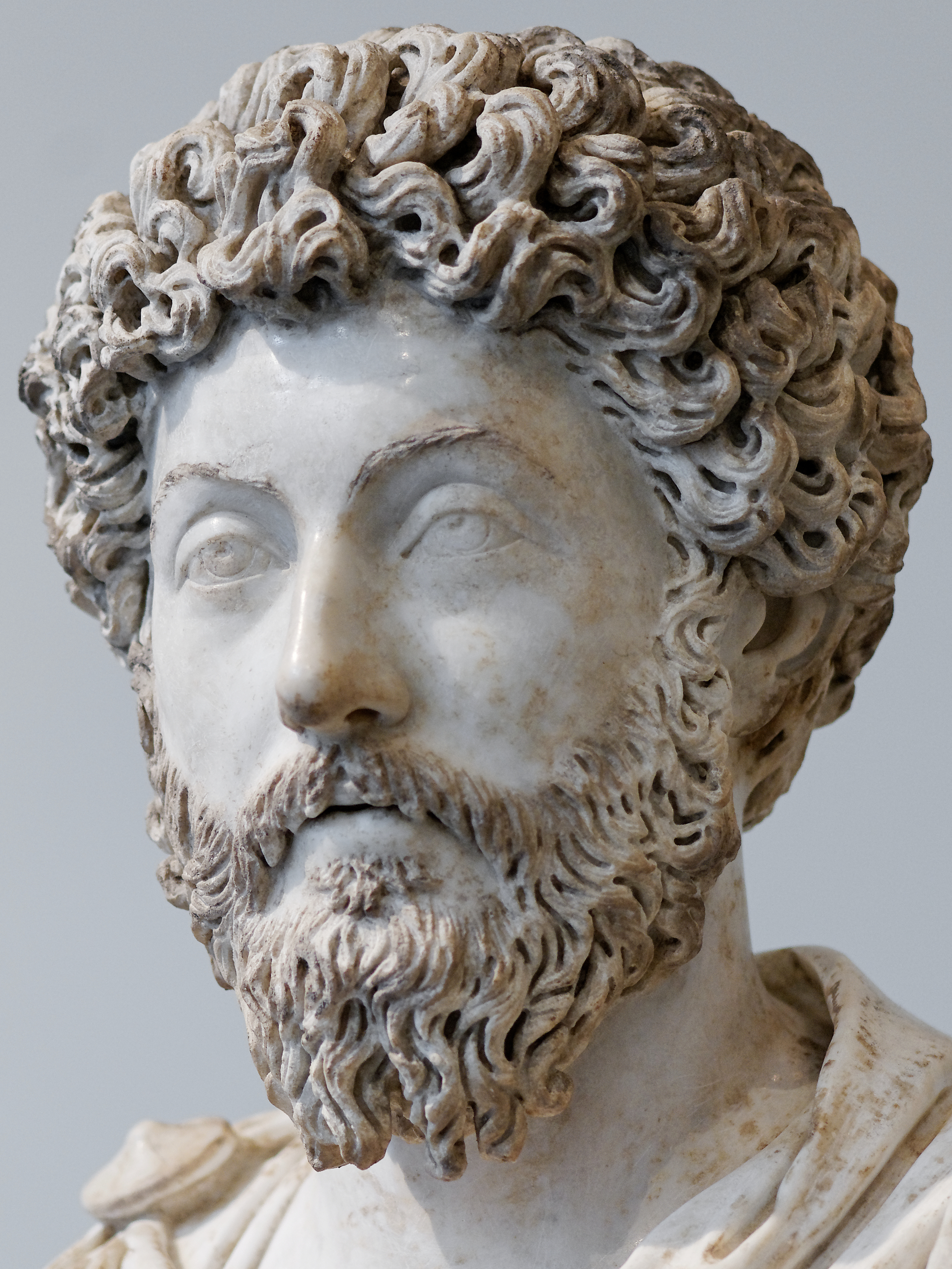
Mark Aurel
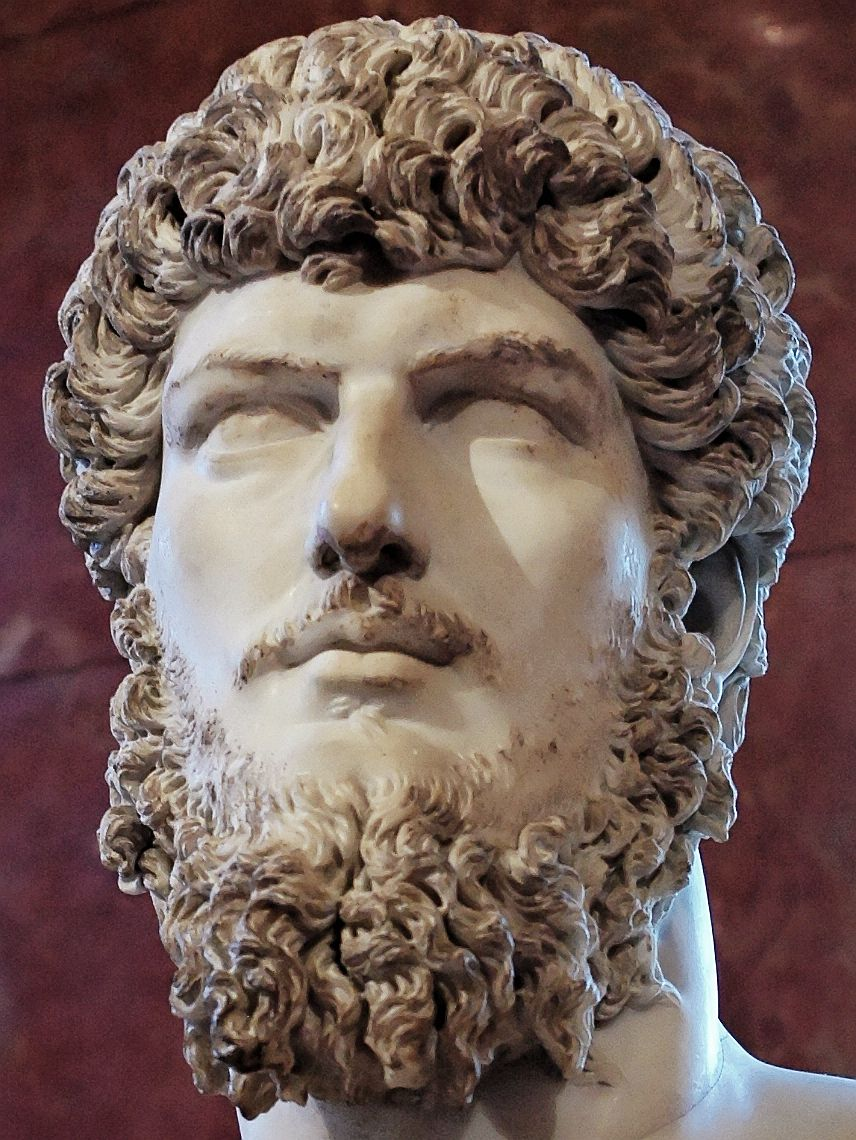
Lucius Verus
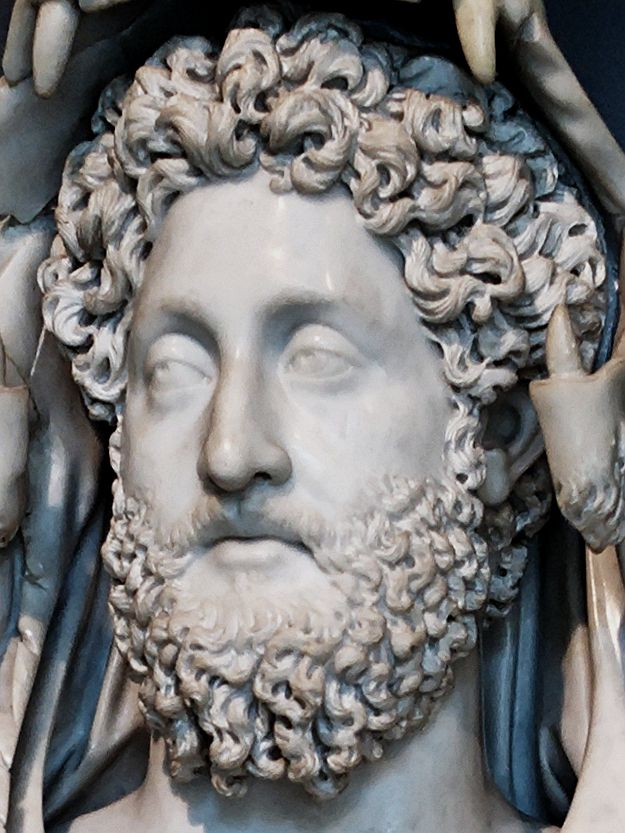
Commodus